# Escorailles
Escorailles är en kommun i departementet Cantal i regionen Auvergne-Rhône-Alpes i mitten av Frankrike. Kommunen ligger  i kantonen Pleaux som ligger i arrondissementet Mauriac. År 2022 hade Escorailles 83 invånare.

## Befolkningsutveckling
Antalet invånare i kommunen Escorailles
Referens:INSEE